# Heart (EP)
♥ (Heart) è il secondo EP del disc jockey, produttore discografico, musicista e cantante norvegese Aleksander Vinter, il secondo sotto lo pseudonimo di Savant. È stato pubblicato il 13 marzo 2013.

## Tracce
1. Step Up Your Game – 7:35
2. Wild Ganja – 4:46
3. Heart – 8:08
4. Siren (feat. Ninur) – 3:40
5. Heartbreakers – 6:40